# 尾崎好美
尾崎 好美（おざき よしみ、1981年7月1日 - ）は、日本の女子陸上競技元選手。専門は長距離走・マラソン。
主な実績に、2009年8月・世界陸上ベルリン大会女子マラソン銀メダリスト、2012年8月ロンドンオリンピック女子マラソン日本代表（18位）
、2008年11月・東京国際女子マラソン及び2011年2月・横浜国際女子マラソン各優勝など。

## 経歴

### 学生時代・実業団入団後
神奈川県足柄上郡山北町出身。実姉の尾崎朱美（現姓・石毛）も陸上競技元選手で、現役時代は資生堂～セカンドウィンドAC（SWAC）に所属。引退後姉の朱美はSWACスタッフ・一般市民ランナーとして活動、現在は1児の母となる。
山北町立山北中学校在学時は陸上部には所属せず、バスケットボール部に所属。大会が行われるごとに常設の陸上部と、他の運動部等から選抜された部員で結成する特設陸上部に、好美も選抜はされるものの、肝心の大会メンバーに選ばれないこともあり、目立った活躍はなかった。私立相洋高等学校卒業後、2000年に第一生命保険相互会社入社、陸上競技部へ入部。
第一生命入社後は、主にトラック競技・駅伝に出場。女子マラソンでは山下佐知子監督の指導を受け、実力アップを図る。しかしフルマラソン出場までは、その後長い年月を要した。

### マラソン初挑戦・東京国際女子マラソン初優勝
姉に遅れること2年、ようやく山下監督の許しを得て、2008年3月9日の第29回名古屋国際女子マラソンに一般参加選手として初マラソンに挑戦。2000年シドニーオリンピック金メダリストの高橋尚子など強豪の日本選手が出場する中、積極的にレース終盤まで先頭集団に加わった。32Km過ぎ、中村友梨香（天満屋）が仕掛けたロングスパートについていけず、中村には28秒差で届かなかったが、2位と健闘した。
同年11月16日、最後の開催となった第30回東京国際女子マラソンで2度目のマラソンに出走。終盤の38km手前で当時姉と同じチームメイトだった加納由理（現・資生堂）をかわし、38.4km地点で先頭を走っていた渋井陽子（三井住友海上火災保険）を追い抜き逆転、自己ベスト記録でマラソン初優勝を果たす。これにより、2009年世界陸上ベルリン大会（ドイツ・ベルリン）の女子マラソン日本代表に即内定で初選出された。

### 世界陸上選手権で銀メダル獲得
2009年8月23日に行われた世界陸上ベルリン大会の女子マラソン本番レースでは、他の代表選手とともに終始先頭集団に加わり、後半のペースアップにもついていった。35km過ぎの給水地点で給水ボトルを取り損ねるものの、この大会男子3000メートル障害代表で給水スタッフを務めていた岩水嘉孝（富士通）が、落としたボトルを拾い猛ダッシュして手渡すというシーンもあった。38km辺りで一度は先頭に立ち尾崎自らスパートを仕掛けたが、優勝した白雪（中国）らに食いつかれ、40km地点からは2人のデッドヒートが続いた。最後の41km付近で白雪のスパートに引き離され、10秒差で2位となったが、日本における世界陸上女子マラソン史上で合計10個目（金2・銀5・銅3）のメダルとなり、奇しくも18年前の世界陸上東京大会での山下佐知子と全く同じ銀メダルを獲得。また、世界陸上ベルリン大会女子マラソン団体戦でも、日本代表として銀メダルを獲得した。
2010年4月25日、エイヤフィヤトラヨークトルの噴火（アイスランド）の影響により、一時開催も危ぶまれていたロンドンマラソンに出走。だが調整ミスもあってか、レース中盤で先頭集団についていけず優勝争いから脱落、結局13位に留まった。

### マラソン2度目の優勝・世界陸上選手権2大会連続選出
2011年2月20日、第2回横浜国際女子マラソンに出場。レースでは終始先頭集団を走り、39km付近からスパートをかけてペースを上げて後続を振り切ると、自身2番目の記録でマラソン2回目の優勝を果たす。これにより、2011年世界陸上大邱大会（韓国・大邱）の女子マラソン日本代表に、世界陸上選手権に二大会連続で即内定で選出された。
2011年8月27日、世界陸上大邱大会の女子マラソン本番レースでは、世界陸上連続メダル獲得の期待が掛かっていた。しかし、32Km過ぎからのケニア・エチオピア勢の急激なペースアップについていけず、一方的に突き放される。結局日本女子では赤羽有紀子（ホクレン・5位入賞）・中里麗美（ダイハツ・10位）に次ぐ3番手の17位 に終わった。また女子マラソン団体戦でも日本代表は、1997年の世界陸上アテネ大会で採用されて以降、初めて表彰台を逃してしまう結果となった。

### ロンドン五輪女子マラソン日本代表選出・出場（18位）
2011年11月20日、第3回横浜国際女子マラソンへ同大会2連覇と、翌2012年8月開催のロンドンオリンピック女子マラソン代表選出を目指して出場。気温22度の高温下のレースとなるが、前回大会同様に先頭付近をひた走り、40km過ぎには一旦自らラストスパートを仕掛ける。しかしその後失速、残り1Kmを過ぎてから優勝した木崎良子（ダイハツ）に逆転されてしまい、17秒差の2位と敗退。レース後の尾崎は「貧血の症状が出てしまい思うように練習が出来なかった」と悔し涙を浮かべていた。
2011年12月18日、宮城県で初開催の全日本実業団対抗女子駅伝競走大会では1区を担当し区間賞を獲得、第一生命チームの総合優勝（2002年以来9年ぶり2回目）に貢献。レース後、2012年3月11日の名古屋ウィメンズマラソンで、五輪代表入りに再挑戦する意向を表明した。
その名古屋ウィメンズマラソンでは終始先頭集団に加わったが、35Km過ぎに後方から追い上げ優勝したアルビナ・マヨロワ（ロシア）に食らいつくも、37Km手前でマヨロワの飛び出しにはついていけなかった。その後は中里麗美との日本人争いのデッドヒートを繰り広げたが、ゴール迄残り700m地点で満を持した尾崎が中里をようやく振り切って、日本女子トップの2位でフィニッシュ。その翌日の3月12日、同年7月より行われる念願のロンドン五輪日本代表選手に、最後の3番目で初選出された。
2012年8月5日、期待されたロンドン五輪・女子マラソン本番レースに出走したが、中間点を過ぎた所で先頭集団のロングスパートに全く対応出来ず、ズルズルと後退してしまう。途中迄は日本人トップで走っていたが終盤で木崎に追い抜かれ、8位入賞ラインにも届かないまま、結局日本女子2番手の19位（当初）に終わった（当時木崎良子が日本人首位ながらも16位、重友梨佐は79位で3選手共メダル・入賞ならず）。
しかし、ロンドン五輪・女子マラソン開催より3年経過後の2015年11月、ウクライナ陸連は当初5着（ゴール記録は2時間24分32秒）だったタチアナ・ガメラの血液データを蓄積し変化を調べる「生体パスポート」の検査で異常値を示した為、ガメラをドーピング違反と判定。ガメラのロンドン五輪5着の順位・ウクライナ記録をそれぞれ取り消した為、同五輪・女子マラソンの尾崎の19着の順位が18位に繰り上がった（他木崎は15位、重友も78位に繰り上げ）。

### 第一線から現役引退
2013年2月24日の東京マラソン2013を機に第一線を退き、同年3月末をもって第一生命陸上部を退部する考えを明らかにした。その東京マラソン本番は、優勝のアベル・ケベデ（エチオピア）から約3分遅れたが、日本女子では首位の5位でフィニッシュ。レース後の尾崎は「少し寂しい気持ちもあるけど、やっと休めるという気持ちが大きい」と安堵の笑みを浮かべていた。
現役引退後の2016年現在は第一生命・女子陸上部のアドバイザーとして、全国各地のマラソン大会ゲストランナーや、ランニング教室参加等で活動中。
2016年3月17日は、第一生命所属の後輩選手・田中智美が、同年8月開催のリオデジャネイロオリンピック女子マラソン・日本代表へ正式に選出される（第一生命所属女子選手としては五輪2大会連続で女子マラソン代表入りに）。その当日、都内で山下監督と田中の記者会見時に尾崎がサプライズで登場し、田中・山下と共に五輪選出の祝福と熱い抱擁を交わし大喜びしていた。

## 主な戦績
- 2006年 横浜国際女子駅伝日本代表（4区）
- 2006年 IAAF世界クロスカントリー選手権福岡大会（女子シニア8km）：19位（26分45秒）

## マラソン全成績
| 年月       | 大会                     | 順位 | 記録          | 備考                                                 |
| ---------- | ------------------------ | ---- | ------------- | ---------------------------------------------------- |
| 2008年3月  | 名古屋国際女子マラソン   | 2位  | 2時間26分19秒 | 初マラソン日本女子歴代9位                            |
| 2008年11月 | 東京国際女子マラソン     | 優勝 | 2時間23分30秒 | マラソン初優勝・マラソン日本女子歴代10位タイ（当時） |
| 2009年8月  | 世界陸上ベルリン大会     | 2位  | 2時間25分25秒 | 女子マラソン団体戦銀メダル獲得                       |
| 2010年4月  | ロンドンマラソン         | 13位 | 2時間32分26秒 |                                                      |
| 2011年2月  | 横浜国際女子マラソン     | 優勝 | 2時間23分56秒 | マラソン2度目の優勝                                  |
| 2011年8月  | 世界陸上大邱大会         | 17位 | 2時間32分31秒 | 女子マラソン団体戦4位                                |
| 2011年11月 | 横浜国際女子マラソン     | 2位  | 2時間26分49秒 |                                                      |
| 2012年3月  | 名古屋ウィメンズマラソン | 2位  | 2時間24分14秒 | 日本女子ではトップ                                   |
| 2012年8月  | ロンドンオリンピック     | 18位 | 2時間27分43秒 |                                                      |
| 2013年2月  | 東京マラソン2013         | 5位  | 2時間28分30秒 | 日本女子ではトップ・同マラソンを最後に現役引退       |

## アドバイザリースタッフ契約
- アディダス

## 外部・関連リンク
- 尾崎好美 - ワールドアスレティックスのプロフィール（英語）
- 尾崎好美 - 日本陸上競技連盟の選手名鑑
- 第一生命・女子陸上部 選手・スタッフ紹介（アドバイザー）尾崎好美
- 第一生命・女子陸上競技部 尾崎好美選手の今後について
- TBS「世界陸上ベルリン」　尾崎好美
- 尾崎銀メダル！ニューヒロイン登場だ（スポニチ）
- 尾崎、まさかの失速18位…ロンドンへ出直し（スポニチ）
- 出場は“かけ”だった尾崎 直前に貧血の症状（スポニチ）
- 熱い女の闘い ロンドンかけた名古屋ウィメンズマラソン（読売新聞）
- 尾崎 辛口意見に不安募った（日刊スポーツ）
- 尾崎ガックリ19位「じわじわダメージ受けた」（スポニチ）
- 日本勢、入賞逃す 優勝はゲラナ／ロンドン五輪・女子マラソン（サンスポ）